# Heliolonche carolus
Heliolonche carolus är en fjärilsart som beskrevs av Mcdunnough 1936. Heliolonche carolus ingår i släktet Heliolonche och familjen nattflyn. Inga underarter finns listade i Catalogue of Life.